# Loxerebia pratorum
Loxerebia pratorum är en fjärilsart som beskrevs av Charles Oberthür 1886. Loxerebia pratorum ingår i släktet Loxerebia och familjen praktfjärilar. Inga underarter finns listade i Catalogue of Life.